# 센타우루스자리 V1400b
센타우루스자리 V1400b는 센타우루스자리 V1400의 유일한 행성으로 현재까지 발견된 행성 중 가장 고리가 크다.

## 발견 및 역사
J1407과 이 별이 보여주는 특이한 식 현상을 가장 먼저 찾아낸 사람은 2012년 로체스터 대학교 소속 천문학자 에릭 마마제크였다. 그는 이 눈에 띄지 않는 별 J1407이 2007년 4월~5월 사이 56일 동안 매우 길고 복잡한 식 현상을 일으키는 것을 발견했고, 그 원인은 J1407을 도는 동반 천체 J1407b를 두르고 있는 고리 때문이라고 주장했다. 그는 이 동반 천체 J1407b을 로체스터 대학교 웹사이트에 '스테로이드 맞은 토성', '슈퍼 토성'으로 표현하여 수록하였는데 b를 두르고 있는 거대한 고리구조 반지름이 대략 90,000,000 km (약 0.6AU, 토성 중심부~고리 외곽경계 거리의 약 640배)는 되었기 때문이다.

## 공전 주기와 추정되는 질량
J1407b가 모항성을 한 바퀴 도는 데 걸리는 시간은 10년 정도(3.5년에서 13.8년 범위)에 가장 유력한 질량은 목성의 최소 13 ~ 최대 26배로 추정되었으나 불확실성은 매우 컸다. 다만 b의 질량은 99 퍼센트의 확률로 목성의 80배에는 이르지 못하는데 이는 b가 스스로 빛을 내는 항성은 아니라는 뜻이다. b 주위 고리 물질의 질량은 전부 합치면 지구와 비슷하다.

## 외계 위성의 존재
b는 외계 위성 보유 후보 천체로 b로부터 약 6,100만 킬로미터(0.4 천문단위) 거리에 틈이 있는데 이것은 대략 지구질량 0.8배 정도의 외계 위성이 존재하는 간접적 증거로 보인다. 이 위성은 궤도 상에서 태어나 주위의 물질을 빨아들여 커진 것으로 추정할 수 있다. 어머니 별의 나이가 1,600만 년에 불과한 점으로 미루어 보아 b의 고리는 토성처럼 행성의 고리 구조 라기 보다는 위성체제가 탄생하는 과도기적 단계로 보인다.

## 갤러리

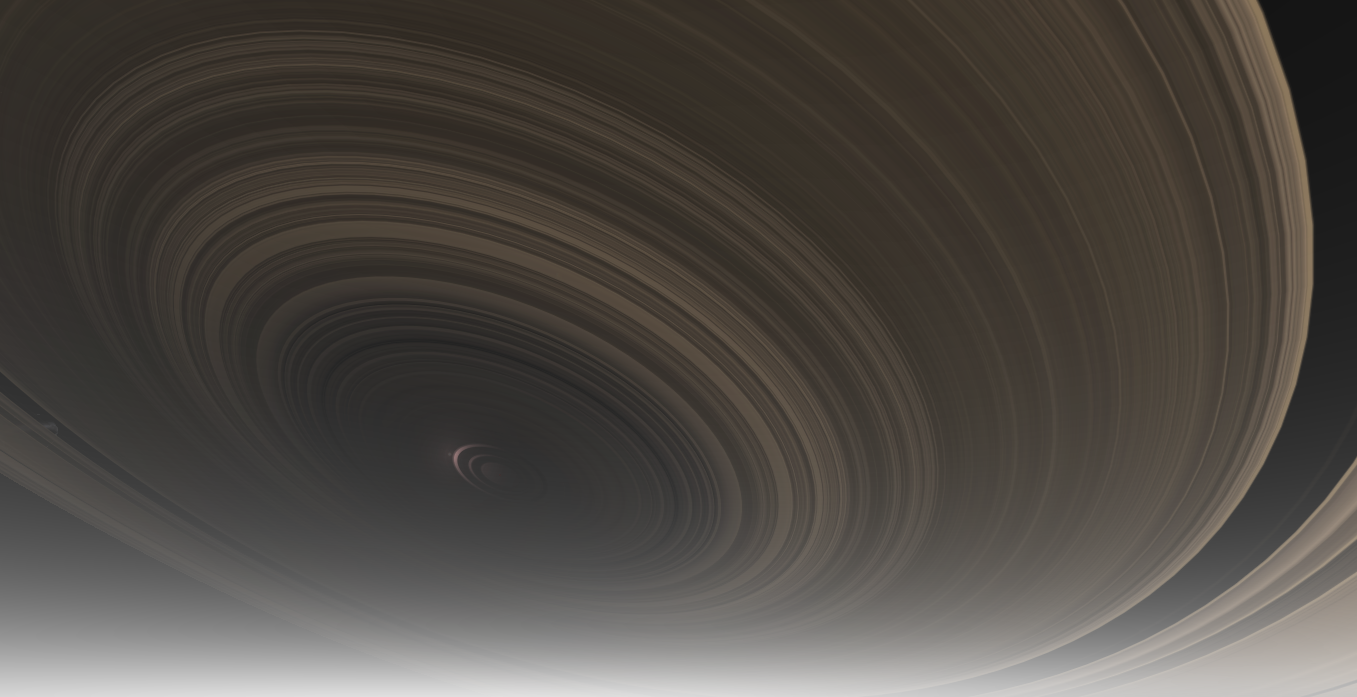
J1407b를 b 주변 가상의 위성에서 바라본 상상도.

## 논란
2021년에서 2023년경, J1407b가 공전을 마쳤을 시점에도 행성이 보이지 않아 큰 논란이 되었다. J1407b가 단순히 J1407의 궤도에 있는 행성이 아니라 원시 행성계 원반을 잘못 관측했거나 어쩌면 떠돌이 행성이 우연찮게 J1407을 지나가며 항성을 가리는 순간, 지구에서 관측을 해낸 것일 수 있다는 주장을 제시하였다.

## 같이 보기
- 센타우루스자리 V1400